# Letea Bacău
Letea Bacău (denumit în trecut Combinatul de celuloză și hârtie „Letea” Bacău și Fabrica de Hârtie „Steaua Roșie” Bacău) a fost o companie producătoare de hârtie pentru ziar din România. Letea a fost singurul producător de hârtie de acest tip din România și cel mai important din sud-estul Europei. Capacitatea de producție anuală era de circa 80.000 t. În anul 2006, compania a produs 45.000–47.000 t de hârtie de ziar, în condițiile în care în România s-a consumat aproape 70.000 t.
Acționarul majoritar, cu 98,59% din acțiuni este S.C. Selena S.R.L., companie controlată în trecut de Dumitru Sechelariu.
Letea Bacău a fost privatizată în anul 2003 prin vânzarea unui pachet de 18.574.000 acțiuni, contra sumei de 8,1 milioane dolari, către consorțiul format din S.C. Selena S.R.L. Bacău și compania S.C. UMB Spedition S.R.L. deținută de Dorinel Umbrărescu, transferul dreptului de proprietate realizându-se la data de 5 septembrie 2003. Numărul de angajați în anul 2009 era de 455.

## Istoric
Ideea întemeierii unei industrii naționale era vehiculată în cercurile de intelectuali și politicieni încă dinainte de Unirea Principatelor Române. Au existat mai multe încercări pentru crearea unor fabrici de hârtie, eșuate din varii motive.
În martie 1875, prin lege, Ministerul de Interne a fost autorizat să dea în antrepriză pe o durată de 10 ani furnizarea de hârtie necesară autorităților aceluia care va construi o fabrică de hârtie și care avea să ofere prețurile cele mai avantajoase. Până atunci, hârtia se importa în mare măsură din Imperiul Austro-Ungar și Germania. Datorită unor clauze împovărătoare impuse prin lege, la licitațiile organizate nu s-a prezentat niciun ofertant. În anul 1878 guvernul Ion C. Brătianu a propus o lege favorabilă înființării unei fabrici de hârtie.
Hotărârea formării „Primei Societăți Române pentru Fabricarea Hârtiei” s-a luat la 7 iunie 1879 și avea la bază proiectul de lege votat în anul 1875, pentru fondarea unei industrii naționale, de către Porumbaru Constantin și Radu, tatăl și fiul, prieteni ai lui Ion C. Brătianu, ce împărtășeau aceleași idealuri în promovarea unei industrii naționale.
În anul 1879 a fost fondată Societatea „Letea” pe acțiuni, cu un capital inițial de 1,5 milioane de lei, fiind cea mai veche întreprindere a Bacăului.
Legea de înființare a fabricii propriu-zise a fost promulgată la data de 17 ianuarie 1881 și se prevedeau importante facilități pentru construirea și funcționarea acesteia, între care concesionare de păduri pentru materii prime, alocarea gratuită a 10 hectare de teren pentru construcții, scutiri de taxe și impozite timp de 12 ani, etc. Societatea avea să capete sprijinul direct al lui Carol I al României, care pentru susținerea construcției fabricii, s-a înscris ca acționar iar prim-ministru Ion C. Brătianu a reținut din diurnele parlamentarilor liberali valoarea unei acțiuni de 5.000 de lei.
Pentru alegerea amplasamentului viitoarei fabrici au existat două propuneri, alegându-se în cele din urmă comuna Letea Nouă, pe malul râului Bistrița, la cca. 3 km de vatra Bacăului. Lemnul urma să fie adus la fabrică, în cea mai mare parte, cu plutele pe Bistrița. Prin legea din 18 martie 1883 s-au acordat societății 150 hectare de pădure anual, pentru 40 de ani, din zonele Vaduri și Tarcău, Neamț „spre a extrage din ele materialul necesar la fabricarea hârtiei” cu condiția ca tăierile să fie raționale, conforme cu amenajamentul silvic și să fie făcute reîmpăduriri, în schimb aceste păduri au fost înstrăinate întreprinderii „Take Anastasiu“, mai târziu denumită „Tarcăul“, ce aparținea acelorași acționari, care valorificau lemnul sub formă de cherestea pentru export. Fabrica a procesat în primii ani de existență și lemn provenit de la Borca, Dorna, Tarcău, Vatra Dornei, Pojorâta, Fundu Moldovei dar și din fondurile ce aparțineau Bisericii.
| Imagine indisponibilă                                                        |  | Imagine indisponibilă          |
| Vedere generală din anul 1926, din avion, a fabricii și a canalului de forță |  | Plute pe Bistrița (circa 1900) |

S-au acordat 10 hectare de teren de pe moșia statului în scopul construirii fabricii, și concesiunea pe 12 ani pentru „furnitura cu hârtie autorităților statului și scutirea de impozite directe către stat pe timp de 12 ani”. De asemenea, s-au acordat scutiri vamale pentru utilajele importate, pentru o serie de materii prime, și reducerea taxelor de transport pe căile ferate. În plus, statul a garantat un împrumut de 60.000 lei la Casa de Depuneri, care să servească drept capital de exploatare.
Construcția a început sub supravegherea inginerului Radu C. Porumbaru, la data de 12 iulie 1882, lucrările încheindu-se la 21 mai 1885, prin intrarea în funcțiune a întregii capacități proiectate pentru prima etapă, având în dotare o mașină Voith cu o capacitate de producție de hârtie de ziar și de scris-tipar de 1.000 t/an, o forță motrică de 100 CP și 38 de angajați. De-a lungul anilor, societatea s-a dezvoltat pe același amplasament, desfășurând, în funcție de necesități, activități de fabricare a celulozei și hârtiei. 

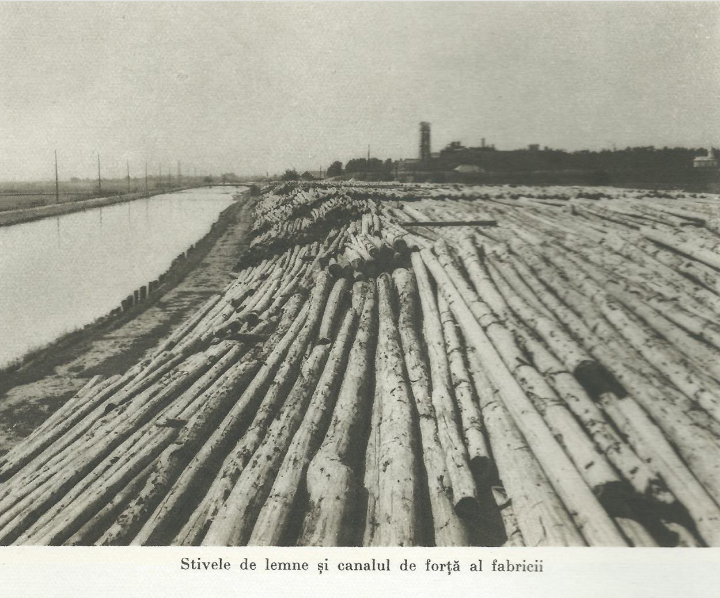
Stivele de lemne și canalul de forță al fabricii
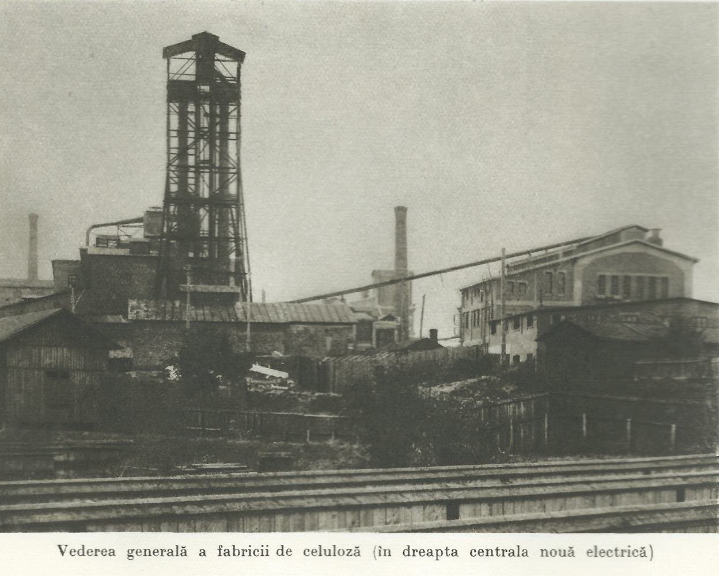
Vedere generală a fabricii de celuloză (în dreapta noua centrală electrică)
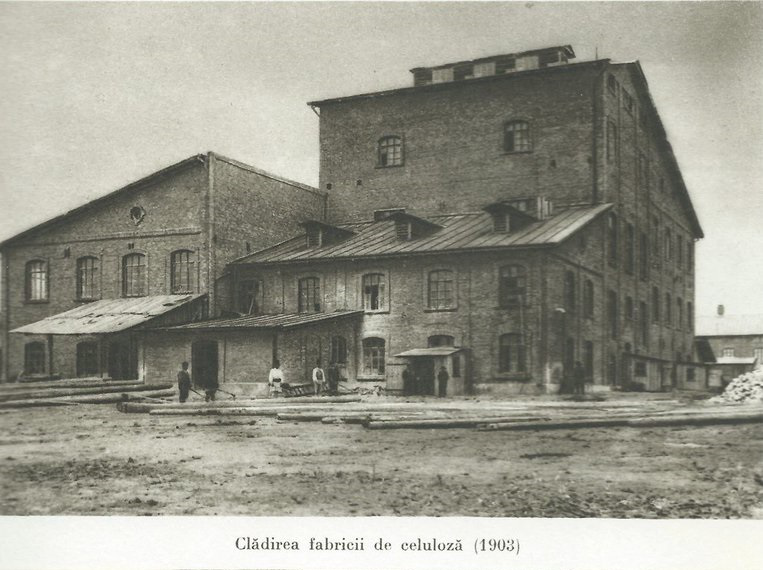
Clădirea fabricii de celuloză (1903)
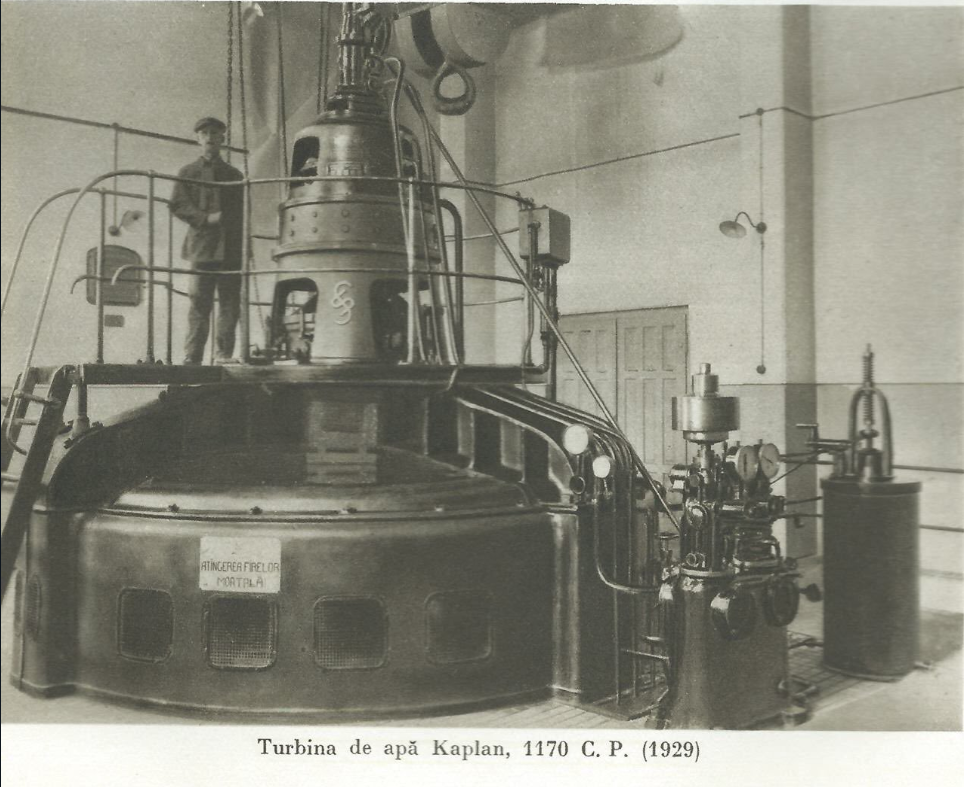
Turbina de apă Kaplan 1170 CP (1929)
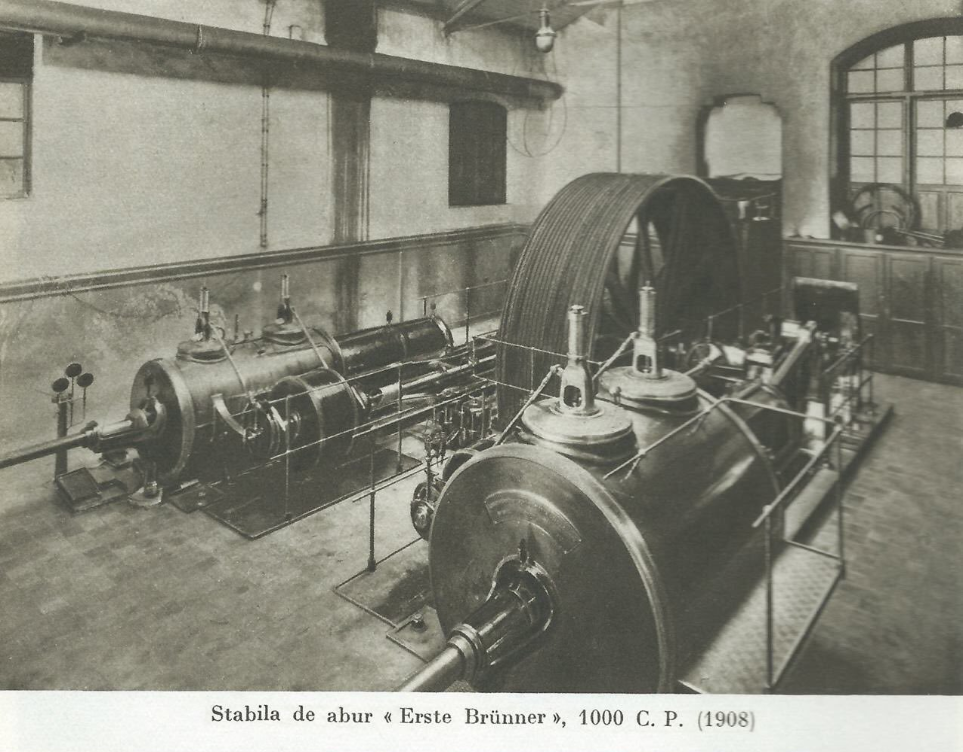
Stabila de abur „Erste Brünner” 1000 CP (1908)

Forța de muncă era constituită din muncitori calificați, în mare parte străini (germani, austrieci și polonezi) dar și lucrători necalificați (țărani), majoritatea din comunele din preajma fabricii.[A] Mediul în care lucrau muncitorii era deosebit de aspru, astfel că procesul de fabricație din unele secții se desfășura în clădiri insalubre, insuficient ventilate sau iluminate. În grotele subterane, unde se descărca celuloză, muncitorii, lucrând într-o atmosferă încărcată cu dioxid de sulf, fără să vadă timp de 10-12 ore lumina zilei, încărcau cu furcile vagonetele de celuloză și le împingeau apoi printr-un labirint spre secția de fabricare a hârtiei. În exterior, manevrarea vagoanelor de cale ferată și a cisternelor de păcură se efectua cu boii.
Până în anul 1897, deși a beneficiat de o serie de facilități din partea statului român, fabrica a cunoscut perioade de regres și stagnare. În august 1887 un incendiu a întrerupt producția timp de doi ani; în octombrie 1890 și-a încetat producția și a concediat muncitorii, pentru că nu mai avea bani pentru plata salariilor. Apoi fabrica a fost concesionată pentru 3 ani fraților E. și A. Mirea. Aceștia au redeschis fabrica în 1891, iar în ianuarie 1892 le-a fost reziliat contractul și a fost încheiat un altul cu comerciantul I. N. Ionescu. La 1 septembrie 1892 acesta a cedat contractul societății anonime „Bistrița”, formată din foștii acționari ai „Letea”. Abia în anul 1897 acționarii hotărăsc să exploateze fabrica singuri și au reușit să-și achite datoriile, să îmbunătățească procesele tehnologice și să crească capacitatea de producție. Până în anul 1894 fabrica a avut sub 100 de angajați.

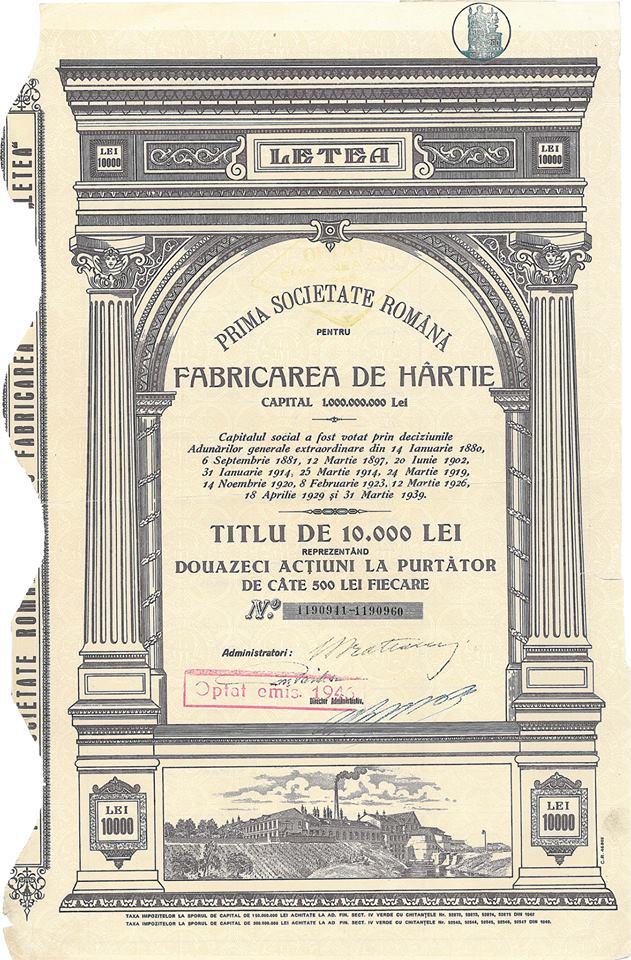
Titlu de 10.000 de lei din 1946

Familia Porumbaru a continuat să fie acționari majoritari și conducători ai societății, preocupându-se de dezvoltarea și extinderea capacității acesteia. Fabrica l-a avut ca director general timp de 8 ani (1881-1887 și 1889-1891) pe inginerul Radu C. Porumbaru, sub conducerea căruia s-a executat și montarea utilajelor întreprinderii. În anul 1900 puterea instalată a ajuns la 750 CP, avea 251 de lucrători și produsese 2.590 t de hârtie. În 1905, la aproape un sfert de secol de la înființare, a intrat în funcțiune noua capacitate de producție a celulozei, iar capitalul investit, situând unitatea alături de fabrica „Bușteni” în fruntea obiectivelor industriale de acest profil din țară.
În anul 1902 Radu C. Porumbaru a solicitat Primăriei Bacău o autorizație pentru construirea a două linii de tramvai care ar fi urmat să lege fabrica „Letea” de oraș, fără succes însă. În anul 1915 capacitatea de producție a scăzut brusc, în urma unei explozii la mașina nr. 1 de fabricat hârtie și care a dus la imposibilitatea aprovizionării cu piese de schimb din import, din cauza războiului.
În timpul Primului Război Mondial fabrica producea 5.823 t de hârtie și 4.647 t de celuloză, în timp ce puterea motoarelor a crescut până la 3.040 CP și forța de muncă până la 719 persoane.
În anul 1938 întreprinderea a produs 18.225 t de hârtie, 10.006 t de celuloză și 9.374 t de pastă mecanică, realizându-se o productivitate a muncii de 14,9 t hârtie pe un lucrător.
În timpul celui de-Al Doilea Război Mondial producția a stagnat, în anul 1945 existând 645 lucrători și fabricând doar 3.969 t de hârtie și 2.807 t de celuloză.

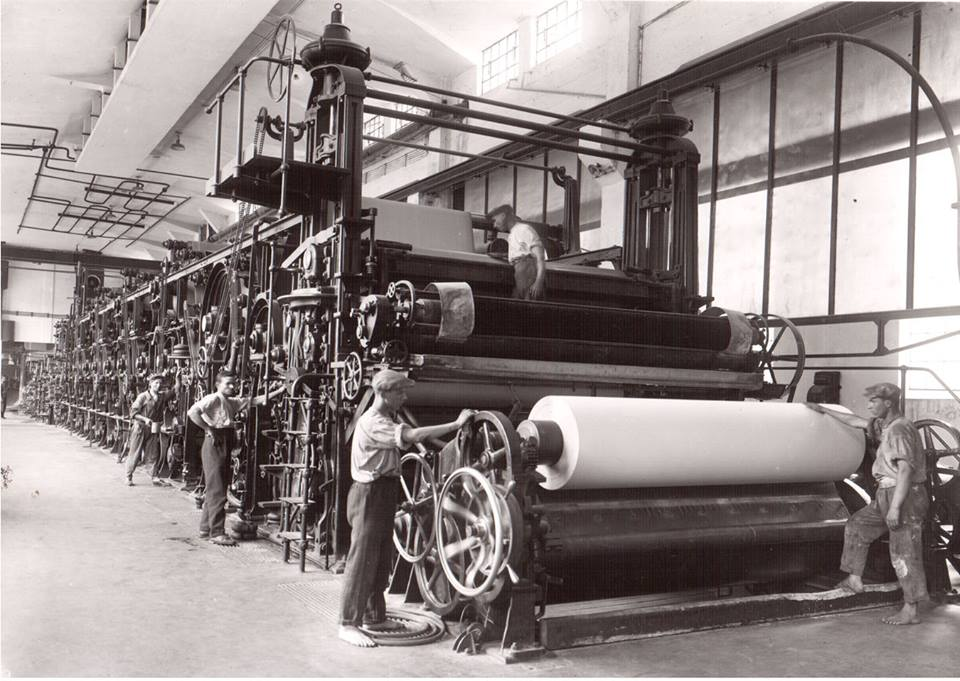
Mașina nr. VI de fabricat hârtie (1938)
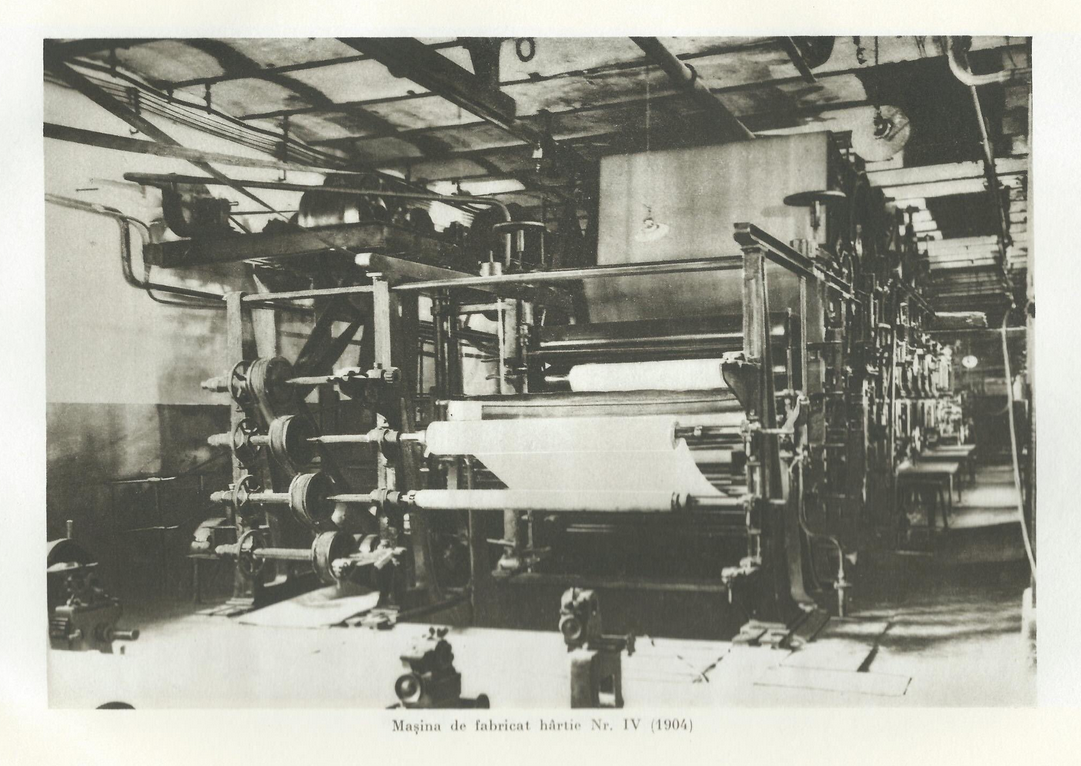
Mașina de fabricat hârtie IV (1904)
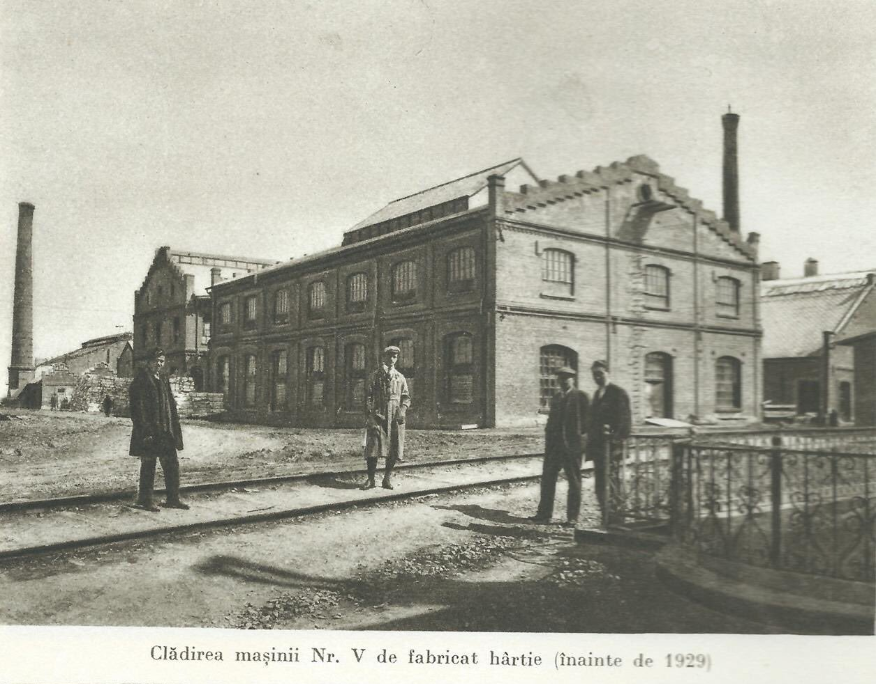
Clădirea mașinii nr. V de fabricat hârtie (înainte de 1929)
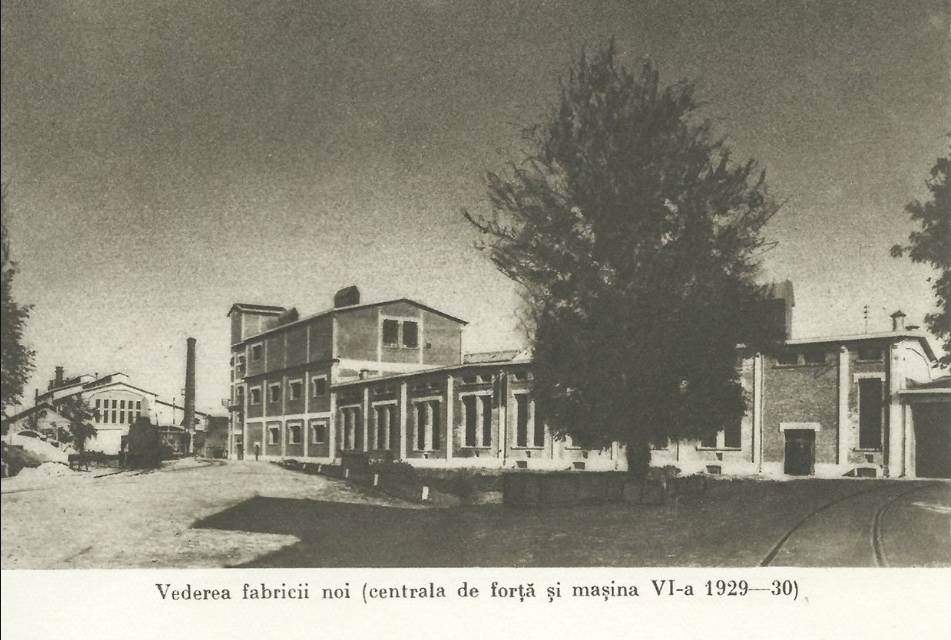
Vedea fabricii noi-centrala de forță și mașina VI (1929)
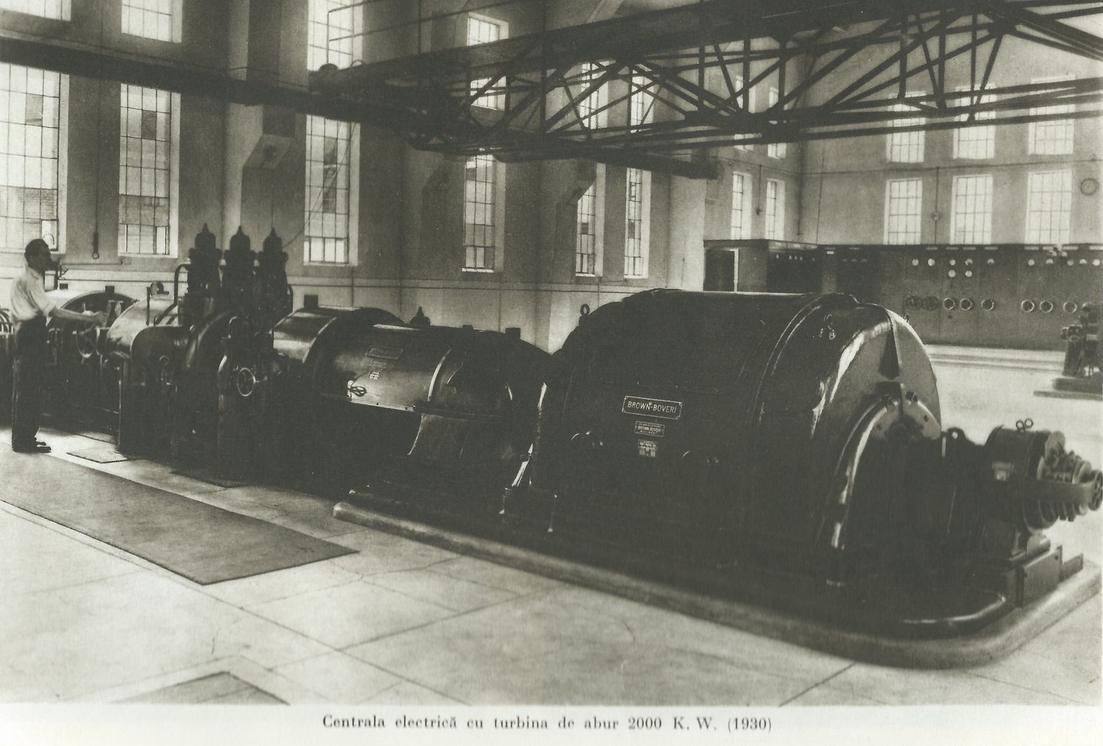
Centrala electrică cu turbina de abur Brown, Boveri & Cie de 2000 KW (1930)

La data de 11 iunie 1948 fabrica a fost naționalizată și denumită Combinatul de Celuloză și Hârtie - C.C.H. „Letea”, preluând funcția de director Calcinschi Alexandru, unul dintre muncitorii întreprinderii.
Între 1948-1989, după încheierea procesului de naționalizare, fabrica s-a dezvoltat în continuu, fiind sunt puse în funcțiune instalații cu efect antipoluant: instalația pentru recuperarea oxidului de sulf și a căldurii din degajările fierbătoarelor de celuloză, instalația de evaporare borhot și fabricare a drojdiei furajere (3.500 t/an), centrala de ars deșeuri lemnoase, stația de epurare a apei uzate și s-a construit o nouă capacitate de producție pentru fabricarea hârtiei de ziar (80.000 t/an), care a făcut-o să fie una dintre cei mai mari producători de hârtie de ziar din țară.
| Imagine indisponibilă          |  | Imagine indisponibilă |
| Aspecte din sfera de producție |  |                       |

În anul 1979 întreprinderea a produs 107.417 t de hârtie, deținând locul 2 pe țară și 42.694 t de celuloză, cu 2.600 de angajați. Față de anul 1965 producția de hârtie a crescut de 1,9 ori iar valoarea producției globale industriale de 143 %, ajungând la cifra de 983 milioane lei prețuri curente. De asemenea, cheltuielile de producție au ajuns la 766,9 lei față de anul 1970 când au fost de 924,7 lei la 1.000 lei producție marfă.
În anul 1980 producea 150 de sortimente de hârtie față de numai 17 până în anul 1948: hârtie de bancnote, țigarete, pentru mașinile electronice de calcul, suport carbon, hârtie fotografică, de utilitate generală (ziar, scris și tipărit), producția de hârtie de ziar mergea la export în țări ca SUA, Elveția, Olanda, Belgia, Austria, Republica Federală Germană, Japonia, Turcia, Egipt, Iran, Irak, Liban etc.
Societatea comercială Letea Bacău a fost organizată ca urmare a preluării capitalului social și a fondurilor fixe ale fostului Combinat de Celuloză și Hârtie - C.C.H. „Letea” Bacău.
La sfârșitul anului 1989 fabrica Letea avea în funcțiune următoarele instalații tehnologice și auxiliare: instalație de cojire a lemnului cu doua linii, pentru fabricarea pastei mecanice și a celulozei, fabrica de celuloză bisulfit, instalație de fabricare a pastei mecanice, 12 mașini de hârtie pentru fabricarea unei largi game de sortimente (hârtie de ziar, scris-tipar, igienico-sanitare, de desen, filtrante, filigran pentru documente, subțiri pentru țigarete, suport carbon, imitație pelur, tehnice și speciale, de ambalaj și cartoane), centrala termică pentru generarea energiei, care utiliza drept combustibil păcură și gaz metan.
Începând cu anul 1990, piața de desfacere centralizată s-a destrămat și cerința de hârtie a devenit din ce în ce mai mică.
| Imagine indisponibilă                                            |  | Imagine indisponibilă |
| Mașina 11 BELOIT și una din secțiile C.C.H. „Letea” în anul 1976 |  |                       |

În anul 1991 s-a inițiat un program de modernizare și retehnologizare a fabricației de hârtie de ziar, care a vizat creșterea capacității la 100.000 t/an hârtie de ziar de 45 g/mp și realizarea unei instalații de preparare a pastei de maculatură cu o capacitate de 40.000 t/an. Lucrările aferente liniei de fabricat hârtie de ziar au fost finalizate în perioada ianuarie – aprilie 1996.
În perioada 1994-1997, mare parte din producția de hârtie a fost sistată, rămânând active doar doua mașini de fabricat hârtie: MH 11, pentru producția de hărtie de ziar și MH1, pentru producția de hârtie igienică.
Mașina de hârtie de ziar, principala secție de fabricație, avea următoarele caracteristici: profil instalație: hârtie de ziar cu gramaje de 40-–45-48.8 g/mp, capacitate de producție 100.000 t/an, anul aprobării investiției 1973, anul punerii în funcțiune 1976, anul modernizării 1996. Mașina 11 a costat la momentul achiziției, în 1976, 121 milioane dolari. În anul 2007 era evaluată după cantitatea de hârtie produsă, la 400 de euro/tona.
În iunie 2003, societatea a fost privatizată. În același an, din cauza activităților care ridicau probleme de mediu, a cheltuielilor cauzate de consumul energetic ridicat și a tehnologiei depășite de fierbere a lemnului, extrem de poluant, s-a luat hotărârea închiderea fabricii de celuloză. Ulterior, a fost pusă în funcțiune instalația de preparare a pastei de maculatură descernelizată.
| Imagine indisponibilă                                                          |  | Imagine indisponibilă |
| Hârtie de ziar și hârtie mată și lucioasă de tipar fabricată de C.C.H. „Letea” |  |                       |

Din ianuarie 2008 din cauza consumului ridicat de energie electrică și lemn, s-a decis eliminarea pastei mecanice din rețeta de fabricație a hârtiei de ziar și înlocuirea acesteia cu pastă de maculatură descernelizată. În următorul an s-a ajuns la extinderea capacității instalației de preparare a pastei de maculatură, aceasta asigurând circa 250 t maculatură zilnic.

### Hârtia de bancnote
Dezvoltarea semnificativă a industriei naționale a hârtiei pe parcursul perioadei interbelice a determinat conducerea Băncii Naționale a României să încerce să folosească hârtia autohtonă la imprimarea biletelor proprii. Astfel că începând cu 8 ianuarie 1937 a fost semnată o convenție între banca centrală și Fabrica „Letea - Prima societate română pentru fabricarea de hârtie”, prin care se convenea să fie instalat un pavilion special dedicat exclusiv producerii de hârtie specială pentru bancnote, cu o capacitate de aproximativ 150.000 kg pe an. Pavilionul urma să fie construit astfel încât să fie total izolat de restul operațiunilor efectuate în fabrică, iar banca centrală putea să trimită un delegat pentru a superviza lucrările de construcție.
Documentul preciza faptul că, în primii doi ani de la înființarea acestei secții, materia primă va trebui adusă din străinătate și că urmau să se efectueze încercări și cu cea existentă în țară. De asemenea, cele două părți contractante specificau faptul că doar în acest interval de doi ani se putea apela la experiența unor specialiști străini, după împlinirea acestui termen aceștia urmând a fi înlocuiți de cei români. Pentru construirea secției și dotarea sa cu instalațiile necesare, BNR a acordat fabricii Letea un împrumut de 25 milioane lei iar rambursarea împrumutului urma a se face în compensație, prin rețineri de 50 % din prețul hârtiei livrate. Pentru asigurarea unui flux constant al producției, Banca Națională a României se angaja ca, pentru un interval de 10 ani, să comande toate cantitățile de hârtie pe care urma să le întrebuințeze pentru imprimarea propriilor bilete numai la „Fabrica Letea” Dacă însă aceste comenzi ar fi fost sub capacitatea societății, Letea avea dreptul să preia și alte comenzi din țară sau din afara granițelor. BNR s-a interesat dacă în țară putea fi aclimatizată planta de ramie. Astfel, în luna ianuarie 1936 banca a început colaborarea cu Institutul de Cercetări Agronomice, Gheorghe Ionescu-Șișești, directorul institutului, informa banca centrală că reușise să intre în posesia unor semințe prin intermediul Legației României la Tokio. Experimentul a eșuat deoarece plantele nu au rezistat înghețului.

### Tipografia

Banner-ul Combinatului de Celuloză și Hârtie „Letea” Bacău.

Secția tipografie din cadrul întreprinderii a fost înființata în anul 2003, în urma preluării activelor specifice de tipărire de la S.C. Deșteptarea S.A. Bacău. Odată cu dezvoltarea rapidă a sistemului print, acest sector al fabricii și-a mărit capacitatea, prin achiziționarea a încă două mașini rotative de tipărit și a altor echipamente complementare.
Secția de tipar rotativ constă în mașina rotativă de tipărit SOLNA D30 (producție suedeză), având incorporat un sistem computerizat de control și comandă, este formată din 10 grupuri de culoare, ceea ce permite realizare unei publicații formate din 32 pagini și a unui tiraj de 30.000 bucăți/oră. Suportul de imprimare este hârtia de ziar, produsă de societate. Mașina rotativă de tipărit SOLNA D25 (producție suedeză), folosește același sistem de comandă și control și este format din 4 grupuri de culoare, ceea ce permite tipărirea unui tiraj de 25.000 bucăți/oră.
Echipamente complementare sunt: mașini de colectat și bandat, rame de copiat, mașini de developat, ghilotine, compresor aer, mese de montaj, sistem alternativ de alimentare cu apă, etc.
Secția de tipar plan constă în mașina de tipărit tip Heidelberg, dotată cu două grupuri de culoare, deține un sistem manual de control și comanda, ajungând la un tiraj de 5.000 coli tipărite/oră. Permite realizarea unei game diversificate de tipărituri, în condiții de grafică deosebite: pliante, cărți, reviste, cataloage, albume, imprimate etc. Pentru realizarea etapelor de lucru, prin care trece unul dintre produse, secția tipar plan este dotată cu o serie de alte echipamente: mașină de capsat și refilat „Müller Martini”, mașină de broșat, mașină de fălțuit, ghilotine, etc.

## Accidente și incidente notabile
Datorită contextului impunerii de economii pe toate palierele la finele anilor 1980, începând cu data de 17 noiembrie 1987 presiunea gazului metan pe conducta de alimentare a societății a fost scăzută la valori între 0,15–0,2 bari, creându-se perturbări în desfășurarea procesului de producție și chiar oprirea mașinii 11 de hârtie de ziar, ceea ce ar fi dus la imposibilitatea livrării hârtiei de ziar utilizată la apariția presei centrale „Scînteia” de la București.
Conducerea fabricii a trimis o solicitare de intervenție pentru asigurarea livrării de gaz metan către conducerea Editurii „Scînteia”, în urma acestei adrese fiind remis o notă Secției Presă, Propagandă și Televiziune a CC al PCR pentru a se asigura cantitatea de 150 tone de hârtie.
Ne permitem să vă informăm că începând cu data de 17 noiembrie, presiunea pe conducta de alimentare cu gaz metan a CCH Letea Bacău a fost redusă la valori de 0,15–0,2 bari, provocând serioase perturbări în desfășurarea procesului de producție, trebuind să se oprească mașina nr. 11 pentru fabricarea hârtiei de ziar, ducând astfel la imposibilitatea respectării sarcinilor de livrare stabilite pentru presa centrală în această perioadă. Vă rog să interveniți pentru asigurarea alimentării cu gaz metan la o presiune de minim 0,6 bari în vederea reluării producției normale de hârtie de ziar, pentru a se evita consecințele neapariției presei centrale, în contextul evenimentul deosebite din această perioadă.
În situația nelivrării combustibilului necesar de către Ministerul Industriei Chimice Combinatul de Celuloză și Hârtie Letea Bacău, în următoarele două zile, este periclitată livrarea hârtiei de ziar în timp util Editurii «Scînteia» și, implicit, apariția presei centrale de partid.
În ciuda informării, aceasta a sistat total producția de hârtie de ziar și a anunțat conducerea „Scînteia” la 19 noiembrie 1987 de hotărârea luată. La rândul ei, conducerea „Scînteia” a atras atenția că stocul existent de 1.000 t de hârtie avea să ajungă doar pentru maxim 5 zile. Problema a persistat și jumătate de an mai târziu, astfel că pentru apariția „Scînteia” pe 7 și 8 aprilie 1988 s-a apelat la rezerva de stat. S-a trimis o adresă oficială prim-ministrului Gheorghe Oprea pentru a se opri exportul în favoare livrării cantității optime de 150 t pe zi, însă în ciuda ordinului dat de acesta, livrările au continuat să fie între 17 și 118 t pe zi.

## Falimentare

Logo de celebrare a 100 de ani Letea Bacău

Proprietarul societății, Dumitru Sechelariu a încercat să atragă alți investitori, care să scoată fabrica din perspectiva insolvenței și a falimentului. O bună parte din clădirile vechi ale fabricii, care are un domeniu de peste 40 de hectare, au fost demolate. Societatea a intrat în insolvență iar în anul 2011 în faliment, cu datorii de peste 7,5 milioane de euro. La ultima licitație din septembrie 2017 prețul de pornire a fost de 43 de milioane de lei, sumă propusă de lichidatorul judiciar Sierra Quadrant, însă a rămas nevândută.
Există un plan ce vizează reamenajarea întregului areal al platformei sub forma unor entități separate, cu drumuri de acces și infrastructură sub forma unui hub industrial.